# Simon Le Bon
Simon John Charles Le Bon (født 27. oktober 1958) er en engelsk sanger, som havde sunget i flere punkbands, inden han i 1980 kom til audition hos bandet Duran Duran og fik jobbet som forsanger. I 1985 dannede han sammen med bandkollegaerne Roger Andrew Taylor og Nick Rhodes sideprojektet Arcadia, og sammen udsendte de albummet So Red The Rose. Efter at Roger og Andy forlod bandet i 1986 og John i 1997, var Simon Le Bon og Nick Rhodes de eneste tilbageværende medlemmer af den klassiske besætning, men i 2001 vendte de tre Taylor tilbage til bandet, og med den klassiske besætning indspillede de deres første studiealbum, Astronaut, siden 1983.